# Pentersrück
Der Pentersrück zwischen Schnellrode im Schwalm-Eder-Kreis und Günsterode im benachbarten Werra-Meißner-Kreis in Nordhessen ist mit 562,2 m ü. NHN nach dem Himmelsberg (563,7 m) der zweithöchste Gipfel der Günsteröder Höhe, des höchsten und prägendsten Bergrückens des Melsunger Berglandes.

## Geographie

### Lage
Der Pentersrück liegt im Schwalm-Eder-Kreis (Westen) und im Werra-Meißner-Kreis (Osten) im Höhenschwerpunkt der bewaldeten Günsteröder Höhe, die zum sich in Form eines nach Südsüdwesten offenen Hufeisens um Günsterode ziehenden Melsunger Bergland gehört. Er erhebt sich zwischen dem Tal des Essebachs mit Schnellrode (zu Spangenberg; Schwalm-Eder-Kreis) im Südsüdosten und Retterode (zu Hessisch Lichtenau; Werra-Meißner-Kreis) im Nordosten und jenem des Ohebachs mit Günsterode (zu Melsungen; Schwalm-Eder-Kreis) im Westen. Der Pentersrückgipfel liegt rund 250 m südwestlich der Kreisgrenze im Stadtgebiet von Spangenberg. Die Kernstadt von Melsungen befindet sich 11 km südwestlich, jene von Spangenberg 5,8 km südsüdwestlich und jene von Hessisch Lichtenau 4 km (jeweils Luftlinie) nordnordöstlich. Auf der Ostflanke des Bergs liegt die Wüstung Haukerode. Ein ostsüdöstlicher Sporn heißt Steinkopf (406,6 m).
Der höchste Gipfel der Günsteröder Höhe, der Himmelsberg, befindet sich 1,3 km nordnordöstlich und kann entlang der Kreisgrenze über eine nur knapp 30 m tiefe Scharte erreicht werden.

### Naturräumliche Zuordnung
Der Pentersrück gehört in der naturräumlichen Haupteinheitengruppe Osthessisches Bergland (Nr. 35) in der Haupteinheit Fulda-Werra-Bergland (357) zur Untereinheit Melsunger Bergland mit Günsteröder Höhe (357.6), wobei seine Landschaft im Nordosten über Osten bis Süden in der Untereinheit Witzenhausen-Altmorschener Talung (357.5) in den Naturraum Spangenberger Senke (357.50) abfällt.

## Schutzgebiete
Auf den südwestlichen Bereichen vom Pentersrück befinden sich Teile des Fauna-Flora-Habitat-Gebiets Riedforst bei Melsungen (FFH-Nr. 4823-301; 20,54 km² groß) und auf der gesamten Erhebung liegen solche eines gleichnamigen Vogelschutzgebiets (VSG-Nr. 4823-401; 69,75 km²).

## Aussichtsturm
Auf dem Pentersrück wurde 1894 ein Aussichtsturm errichtet, von dem man beispielsweise zum jenseits vom Hessisch-Lichtenauer Becken gelegenen Kaufunger Wald und Hohen Meißner blicken konnte. Der Turm wurde wegen Baufälligkeit abgetragen und nicht erneuert.

## Verkehr und Wandern
Östlich vorbei am Pentersrück führt entlang des Essebachs die Bundesstraße 487 (Hessisch Lichtenau–Retterode–Schnellrode–Spangenberg) und westlich die Landesstraße 3147 (Hessisch Lichtenau–Günsterode–Kirchhof–Melsungen). Zum Beispiel an diesen Straßen beginnend kann man auf Wald- und Wanderwegen den Berg aufsuchen. Über den Pentersrück führen die Wanderwege Brüder-Grimm-Weg und Riedforstweg.